# 어거스트 (브랜드)
어거스트(AUGUST, オーガスト 오가스토[*])는 일본의 주식회사 하즈키(葉月)가 운영하는 PC게임 브랜드이다.

## 개요
리프와 Key사의 작품 동인지를 제작하던 동인 서클 《왕국마법극단》이 2001년에 공식으로 상업화하여 브랜드 팀을 만들었다. 서클 당시 작품에는 《One Way Love~민트 짱 이야기(ミントちゃん物語)》가 있다. 데뷔작 《바이너리 포트》는 고전을 했으나, 《Princess Holiday ~구르는 사과정 천야하룻밤~》과 《달은 동쪽으로 해는 서쪽으로 ~Operation Sanctuary~》는 대히트작이 되어 애니메이션화와 각종 상품화가 되었다. 《새벽녘보다 유리색인》은 2005년 연간 판매량에서 3위를 기록했다.

## 작품 목록
- 2002년 2월 22일 - 바이너리 포트(バイナリィ・ポット)
- 2002년 9월 27일 - Princess Holiday ~구르는 사과정 천야하룻밤~(転がるりんご亭千夜一夜)
- 2003년 9월 26일 - 달은 동쪽으로 해는 서쪽으로 ~Operation Sanctuary~(月は東に日は西に ～Operation Sanctuary～)
- 2004년 8월 27일 - 오거스트 팬BOX
- 2005년 9월 22일 - 새벽녘보다 유리색인(夜明け前より瑠璃色な)
- 2008년 1월 25일 - FORTUNE ARTERIAL
- 2009년 2월 27일 - 새벽녘보다 유리색인 - Moonlight Cradle -
- 2011년 4월 28일 - 예익의 유스티아(穢翼のユースティア)
- 2013년 1월 25일 - 대도서관의 양치기(大図書館の羊飼い)

## 주요 스태프

### 어거스트 소속
제작 총괄·총지휘
- 루네(るね)

원화
- 벳칸코우(べっかんこう)

시나리오
- 사카키바라 타쿠(榊原拓)
- 우치다 히로유키(内田ヒロユキ)
- 안자이 히데아키(安西秀明)

CG 총괄
- 사토미 후지히사(里見藤久)
- 이야유루(弥弛)

배경
- 오모네샤 토신 16(阿舎利ん_16)
- 키타카와 유키(北川由貴)

### 외주
- Active Planets - BGM
- 노우미소 호에호에(脳みそホエホエ) - 오거스트 팬BOX 캐릭터 디자인
- 유우로(ゆうろ) - 배경

### 퇴사 스태프
- 야리츠 츠루키바(耶律鴬牙) - BGM
- 카즈폰(かずぽん) - CG